# 蒙莫尔 (索恩-卢瓦尔省)
蒙莫尔（法語：Montmort，法語發音：[mɔ̃mɔʁ]）是法国索恩-卢瓦尔省的一个市镇，属于沙罗勒区。

## 地理
蒙莫尔（46°44'10"N, 4°5'28"E）面积31.73 平方千米，位于法国勃艮第-弗朗什-孔泰大區索恩-卢瓦尔省，该省份为法国中部省份，北起顺时针与科多尔省、汝拉省、安省、罗讷省、卢瓦尔省、阿列省和涅夫勒省接壤。
与蒙莫尔接壤的市镇（或旧市镇、城区）包括：沙尔博纳、拉布莱、屈济、伊西莱韦克、圣拉德贡德、阿鲁河畔土伦。

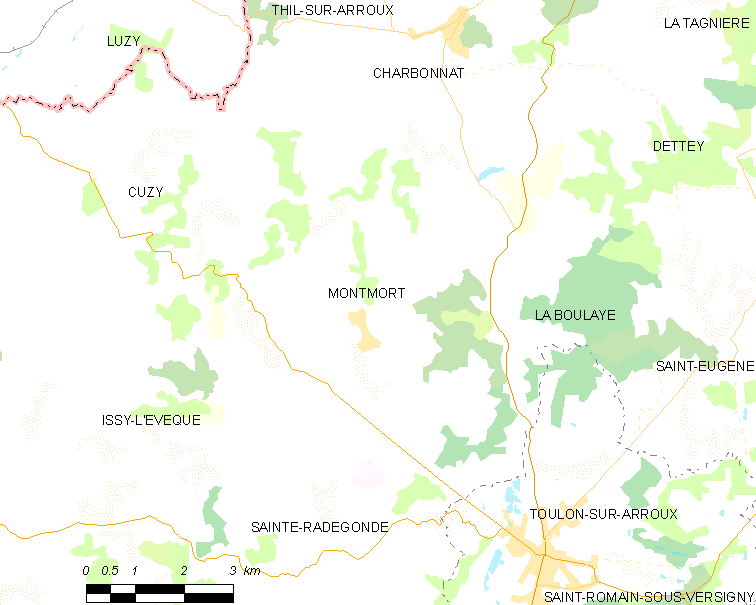
的OSM定位图

蒙莫尔的时区为UTC+01:00、UTC+02:00（夏令时）。

## 行政
蒙莫尔的邮政编码为71320，INSEE市镇编码为71317。

## 政治
蒙莫尔所属的省级选区为格尼翁县。

## 人口

1962-2008年间人口变化图示

蒙莫尔于2022年1月1日时的人口数量为186人。